# Władysław Rubin
Władysław Rubin (20 de setembro de 1917 - 28 de novembro de 1990) foi um cardeal polonês da Igreja Católica Romana que serviu como Prefeito da Congregação para as Igrejas Orientais de 1980 a 1985, e foi elevado ao cardinalato em 1979.

## Biografia
Władysław Rubin nasceu em Toki, no que é agora Ternopil Oblast, na Ucrânia, filho de Ignacy Rubin e sua esposa Tekla Saluk. Ele estudou na Universidade Jan Kazimiers, em Lviv, e na Universidade de São José, em Beirute, no Líbano. Durante a Segunda Guerra Mundial, Rubin foi preso e internado em um campo de trabalho forçado, juntando-se ao exército polonês após sua libertação. Ordenado para o sacerdócio pelo arcebispo Rémy-Louis Leprêtre, OFM , em 30 de junho de 1946, ele então fez seu trabalho pastoral com refugiados poloneses no Líbano até 1949. Rubin aprofundou seus estudos na Pontifícia Universidade Gregoriana de Roma de 1949 a 1953, quando retomou seu ministério pastoral entre os refugiados poloneses, desta vez na Itália. De 1959 a 1964, foi reitor do Pontifício Colégio Polonês em Roma.
Em 17 de novembro de 1964, o papa Paulo VI nomeou Rubin Bispo auxiliar de Gniezno e Bispo-titular de Serta, bem como o delegado do Cardeal Stefan Wyszyński para o cuidado espiritual dos imigrantes poloneses. Ele recebeu sua consagração episcopal em 29 de novembro do cardeal Wyszyński, com o arcebispo Karol Wojtyła e o bispo Stefan Bareła servindo como co-consagradores, na igreja de Sant'Andrea al Quirinale. De 1964 a 1967, Rubin serviu como reitor da igreja e residência de St. Stanislaw em Roma. Em 27 de fevereiro de 1967, foi nomeado Secretário Geral do Sínodo dos Bispos do Mundo.
O Papa João Paulo II criou-o Cardeal-diácono de Santa Maria em Via Lata no consistório de 30 de junho de 1979 e nomeou-o Prefeito da Congregação para as Igrejas Orientais em 27 de junho de 1980. De 1980 a 1983, o Cardeal Rubin era membro da Secretaria Geral do Sínodo dos Bispos. Mais tarde, ele deixou o cargo de prefeito da Congregação para as Igrejas Orientais em 30 de outubro de 1985, após cinco anos de serviço.
Rubin foi elevado a um Cardeal-presbítero, com a mesma igreja titular, em 26 de novembro de 1990, mas morreu dois dias depois na Cidade do Vaticano, aos 73 anos. Ele está enterrado na Catedral de St. Stanislaus em Lubaczów .